# Halòfites d'Àfrica oriental
Els llacs salats d’Àfrica oriental són una ecoregió de l'ecozona afrotropical, definida per la WWF (codi d’ecoregió: AT0901), format per dos llacs salats situats a Tanzània: el Natron i el Bahi o Sulunga.

## Territori
Els dos llacs que componen aquesta ecoregió es troben al llarg de la branca oriental de la vall del Rift. El Natron, el més gran dels dos, mesura 57 km de longitud i 22 km d'amplada com a màxim. Es troba a la regió d'Arusha, al nord de Tanzània (a la frontera amb Kenya), a 36 º de longitud est i 2 ° 30 'de latitud sud. El Bahi té aproximadament la meitat de la mida del Natron i es troba a la regió de Singida, al centre del país, a prop de la gran ciutat de Dodoma, a uns 35º de longitud est i a 6º de latitud sud.
La superfície definida com a ecoregió té un total de 2.600 quilòmetres quadrats.
Tots dos estanys salats estan situats a baixa altitud, en una regió semiàrida. En aquesta zona climàtica cauen menys de 800 mm de pluja per any, amb considerables variacions d’un any a l’altre. La major part de la pluja cau entre desembre i maig, i després comença una llarga estació seca. Aquí, les temperatures durant el dia superen amb freqüència els 40 °C. Aquestes condicions seques i calentes exposen els llacs a elevades taxes d’evaporació, causant una pèrdua d’aigua que les pluges no poden compensar.
Al llarg dels segles, l'assecat ha fet que els que en el passat eren grans llacs d'aigua dolça acabin com grans estanys amb aigües altament salades. Amb els anys, aquests llacs s'evaporaran completament, convertint-se en extensions de sal.
El llac Natron està alimentat principalment pel riu Ewaso Ngiro, que neix a les terres altes centrals de Kenya, però també per fonts minerals calentes que gargoten a les seves vores, empenyent les sals solubles cap a la superfície. El llac Bahi és alimentat pel riu Bubu, que neix a les terres altes de Mbulu, al centre de Tanzània. En ambdós llacs, la pèrdua d'aigua només es produeix per evaporació, ja que cap d'ells té un emissari (superficial o subterrani). Les elevades taxes d’evaporació i el subministrament constant de sals del substrat salí fan que les aigües siguin molt salades. A Natron són tan rics en carbonat sòdic dissolt que sovint es tornen viscosos al tacte.

## Flora
Els llacs estan exempts de vegetació de macròfits, però són rics en algues i en particular les algues blaves (cianobacteris), com ara Spirulina spp., Dominen les aigües salades. Les grans extensions de fangs salats que envolten les aigües es consideren generalment deserts salats i estan exempts de vegetació de macròfits. Aquestes extensions incrustades de sal es cobreixen, durant la temporada de pluges, amb una capa d'algues blaves. Poques espècies halòfiles poden arrelar en els sòls salins que envolten els llacs. Les principals són Cyperus laevigatus, Dactyloctenium spp., Juncus maritimus, Salvadora persica, Sporobolus spicatus, Sporobolus robustus, Suaeda monoica i Triplocephalum holstii. L’herba Sporobolus spicatus pot tolerar un major grau de salinitat que S. robustus. Les planes una mica menys alcalines que envolten els llacs estan dominades per pastures i Sesbania sesban, amb arbres dispersos d’Acacia xanthophloea.
La vegetació halòfila que envolta el llac Natron limita al nord i a l'est amb Boscs septentrionals d'arbusts i matolls d'Acacia-Commiphora, al sud amb la praderia volcànica del Serengueti i a l'oest amb els Arbusts i matolls meridionals d'Acàcia i Commiphora; el Bahi es troba completament envoltat per aquesta última ecoregió.

## Fauna
A les aigües d’aquests llacs hi ha un gran nombre de peixos, tilàpia blanca o tilàpia alcalina (Oreochromis alcalicus). Aquest petit peix, d’uns 10 cm de llarg, viu a la vora de les entrades, on l’aigua té una temperatura de 36-40 °C. L'espècie és endèmica dels llacs salats de la vall del Rift i està perfectament adaptada a les altes temperatures i la salinitat d'aquests llocs.
Els llacs de Natron i Bahi són la llar de grans poblacions d'aus aquàtiques, especialment de flamencs. A Natron hi ha la major concentració de flamencs a tota l’Àfrica oriental. En aquests llacs hi ha tant el flamenc major (Phoenicopterus roseus) com el més petit (Phoeniconaias minor); aquest últim és molt més nombrós: per cada flamenc gran hi ha 100 petits.
Natron és el principal lloc de nidificació dels flamencs a l'Àfrica oriental i és l'únic lloc a Àfrica on es reprodueix regularment el flamenc menor. Les espècies es van reproduir aquí durant 9 dels 14 anys, de 1954 a 1967. Durant aquests anys, només es va registrar un altre lloc de reproducció, el llac Magadi, a Kenya, on l'espècie s'hi va quedar per fer niu el 1962. Tot i que el Natron constitueix un terreny essencial per als nius, els flamencs, per alimentar-se, prefereixen volar als llacs Nakuru i Bogoria, tant a Kenya, una mica menys salats i més rics en petits crustacis i algues blaves.
Entre els mamífers que viuen a les extensions herbàcies que envolten el llac hi ha el nyu blau (Connochaetes taurinus), zebres (Equus quagga), gaseles de Thomson (Eudorcas thomsonii), elefants (Loxodonta africana), rinoceronts negres (Diceros bicornis), girafa massai (Giraffa tippelskirchi), búfalos (Syncerus caffer), impala (Aepyceros melampus) i les gaseles de Grant (Nanger granti); entre els depredadors hi ha lleons (Panthera leo) i els guepards (Acinonyx jubatus). El dragó de fulla tomier (Hemidactylus squamulatus) viu a la vegetació al voltant dels llacs de refresc de la Vall del Rift, inclosos els d’aquesta ecoregió.

## Conservació
Tot i que es troben fora d’àrees protegides, els dos llacs estan gairebé intactes, atesa la dificultat de l'assentament humà.